# Charles Jacobs (football)
Charles Jacobs (Charleroi, 21 juillet 1948 - 9 janvier 2013), plus souvent appelé Charlie Jacobs ou Charly Jacobs, est un joueur de football belge. 
Évoluant au poste d’attaquant, il se mit régulièrement en évidence, malgré sa petite taille, par un engagement et une vivacité qui lui valent le surnom de « Charlie la Foudre ».

## Carrière
Charly Jacobs débuta dans sa ville natale, à l’Olympic Club de Charleroi. Arrivé en équipe « Premières » en 1967, il n'apparut que lors de rencontres amicales et ne joua pas durant le championnat que le club termina à la dernière place de la Division 1. Il fut alors transféré, avec trois autres « Dogues » (A. Gorez, Debacq et A. Végis) vers à l’AA Louviéroise qui militait, à l'époque, en Division 2.
Avec les « Loups », Jacobs fut sacré deux fois meilleur buteur de la Division 2. Ces performances lui valurent un transfert retour vers Charleroi, mais cette fois au Sporting. La saison suivant le départ de Jacobs, la RAAL bascula en D3.
Ce fut sous le maillot des Zèbres que Jacobs se fit une jolie réputation. Il devint rapidement la coqueluche des supporters qui lui donnèrent le surnom de Charlie-la-Foudre.

## Diable rouge
En mai 1979, Charly Jacobs réalisa une prestation éblouissante en championnat lors de la venue d’Anderlecht, renvoyé sèchement 4-1. Jacobs avait pris deux buts à son compte et délivré la passe décisive d’un 3e inscrit par un jeune débutant nommé Alex Czerniatynski. Impressionné, le sélectionneur fédéral Guy Thys appela Jacobs qui fut aligné contre l’Autriche dans le cadre des éliminatoires de l’Euro 80. Malgré une prestation correcte, cette « cape » demeura la seule du petit attaquant carolo.

## Fausse annonce
En octobre 2011, son décès fut annoncé par erreur par plusieurs médias. Hélas, ce fut prémonitoire puisqu’en janvier 2013, Charlie Jacobs s’éteignit brusquement.

## Palmarès
- Meilleur buteur du championnat de Belgique de Division 2: 1971 et 1972 (R. AA Louviéroise)
- Finaliste de la Coupe de Belgique 1978 (Charleroi SC)